# Konstantin Butejko
Konstantin Pawłowicz Butejko (ros. Константи́н Па́влович Буте́йко, ur. 27 stycznia 1923 w Iwanicy, zm. 2 maja 2003 w Moskwie) – radziecki lekarz pochodzenia ukraińskiego, twórca metody, leczącej choroby wynikające z hiperwentylacji, m.in. astmę, nadciśnienie tętnicze, migreny, choroby układu oddechowego, nerwowego i krwionośnego. Metoda Butejki opiera się na ogromnej roli dwutlenku węgla w ciele człowieka i efekcie Bohra.

## Młodość
Konstantin Pawłowicz Butejko urodził się w rodzinie rolników w Iwanitsy pod Kijowem. Jego ojciec był mechanikiem, więc Butejko postanowił iść w jego ślady i rozpoczął studia na Politechnice w Kijowie. Ze względu na wybuch II wojny światowej musiał przerwać studia, a sam został przydzielony do konwoju zaopatrującego linie frontu. W czasie wojny Butejko zniechęcił się do mechaniki i podjął decyzję o rozpoczęciu studiów medycznych.

Kiedy skończyła się wojna, postanowiłem rozpocząć badania nad najbardziej skomplikowaną maszyną – człowiekiem. Myślałem, że gdy się go nauczę, będę w stanie diagnozować jego choroby tak łatwo jak diagnozowałem usterki maszyn.

## Studia medyczne
W 1946 r. Butejko został przyjęty na Pierwszy Moskiewski Państwowy Uniwersytet Medyczny im. I.M. Sieczenowa. W trakcie studiów otrzymał zadanie, by obserwować częstość oddechu pacjentów w związku z nasileniem ich stanów chorobowych. Szybko doszedł do wniosku, że istnieje związek pomiędzy tymi dwoma czynnikami – im poważniejszy stan pacjenta, tym ciężej on oddychał. Jego główną dziedziną zainteresowania w czasie studiów było nadciśnienie tętnicze, na które sam cierpiał. Mimo dostępu do najlepszych lekarstw choroba rozwijała się i w roku 1952 lekarze dawali Butejce najwyżej kilka miesięcy życia. Nikt nie znał przyczyny jego choroby. Butejko będąc sam w bardzo złym stanie zdrowia, zauważył swoje problemy z oddychaniem. Przypomniał sobie obserwacje chorych pacjentów i ich sposób oddychania. Butejko wpadł wówczas na pomysł, że być może to nie choroba jest przyczyną problemów z oddychaniem, ale to ciężki oddech i hiperwentylacja wywołują chorobę, więc możliwa jest poprawa stanu zdrowia poprzez świadomą i celową kontrolę oddechu. Interesował się również jogą i znał techniki oddechowe praktykowane w tej sztuce. Zaczął ją wykorzystywać, aby spłycić swój własny oddech.  W ciągu kilkunastu minut poczuł, że jego symptomy chorobowe takie jak ból głowy, ból w okolicy serca, bóle nerek i mięśni zniknęły. W ten oto sposób sam wyleczył się z nadciśnienia i stworzył podwaliny metody Butejki.

## Rozwój metody
W latach 60. XX wieku, by móc prowadzić badania nad swoją metodą dr Butejko postanowił zrezygnować z pracy w elitarnym moskiewskim szpitalu i przenieść się na Syberię do Nowosybirska, gdzie powstawała nowa Akademia Nauki. Dr Butejko został w niej mianowany dyrektorem laboratorium. By pomóc sobie w badaniach, Butejko wymyślił maszynę diagnostyczną zwaną kombajnem medycznym, który umożliwiał jednoczesne badanie wielu funkcji ciała pacjenta i potwierdzać skuteczność jego metody. Butejko zdawał sobie sprawę, że wiele symptomów chorobowych, uznanych przez lekarską społeczność za odrębne jednostki chorobowe, są wynikiem nadmiernego oddychania. Jego metoda opierała się na hipowentylacji i stąd inna jej nazwa- Wolicjonalna Eliminacja Głębokiego Oddychania – ang. VEDB. Skuteczność i prostota jego metody była tak wielka, że sława doktora rosła i przyjeżdżało do niego coraz więcej pacjentów, którzy wracali do zdrowia dzięki korekcie nawyków oddechowych. Przełożonym dra. Butejki był prof. Pomechin, któremu nie podobał się taki obrót spraw, w związku z czym sabotował prace Butejki próbując dokonać na nim zamachu, posądzając go o niepoczytalność, a wreszcie niszcząc całe jego laboratorium w 1968 r.
W 1981 r. odbyło się drugie oficjalne badanie jego metody w moskiewskiej Akademii Medycznej na oddziale dla dzieci z astmą. Wyniki były bardzo pozytywne: wyleczono między 94-96% pacjentów. W 1985 r. rosyjskie Ministerstwo Zdrowia wydało zalecenia dla wszystkich lekarzy, by leczyli pacjentów metodą Butejki. Jednakże te zalecenia nigdy nie zostały wprowadzone w życie. W 1987 r. w czasie pieriestrojki dr Butejko uzyskał pozwolenie na otwarcie własnej kliniki w Moskwie, którą później nazwano Kliniką Butejki. Metoda Butejki wyszła poza granicę Rosji pod koniec lat 80. XX w., kiedy to australijski biznesmen trafił do szpitala w Rosji z powodu ataku anginy. Tam poznał metodę Butejki i uznał ją za bardzo pomocną. Australijczyk ten zasponsorował dwóch rosyjskich instruktorów metody Butejki, by zaczęli nauczać metody w Australii. W krótkim czasie jeden z instruktorów, Aleksander Stalmatski zaczął kształcić innych nauczycieli. Od tamtej pory metoda Butejki jest nauczana w wielu krajach.